# Tipula chumbiensis
Tipula chumbiensis är en tvåvingeart som beskrevs av Edwards 1928. Tipula chumbiensis ingår i släktet Tipula och familjen storharkrankar. Inga underarter finns listade i Catalogue of Life.